# 費倫斯體育會
費倫斯體育會（直译：「费拉人体育俱乐部」）是葡萄牙的一家足球俱樂部，主場位於聖瑪麗亞達費拉，目前參加葡萄牙足球甲級聯賽的賽事。

## 外部連結
- CD Feirense Official Site （页面存档备份，存于）
- CD Feirense Official Youtube Page （页面存档备份，存于）
- CD Feirense Official Facebook Page